# آفتاب‌پرست کازرونی
آفتاب‌پرست کازرونی (نام علمی: Heliotropium kaserunense) نام یک گونه از سردهٔ آفتاب‌پرست است. سردهٔ آفتاب‌پرست در ایران ۴۷ گونهٔ علفی یک ساله و چند ساله دارد که در سراسر ایران پراکنده‌اند. آفتاب‌پرست کازرونی یکی از ۴۷ گونهٔ موجود در ایران است.